# Termostato
Termostato é um instrumento que tem a função de impedir que a temperatura de determinado sistema varie além de certos limites preestabelecidos. Um mecanismo desse tipo é composto, fundamentalmente, por dois elementos: um indica a variação térmica sofrida pelo sistema e é chamado elemento sensor; o outro controla essa variação e corrige os desvios de temperatura, mantendo-a dentro do intervalo desejado. Termóstatos controlam a temperatura dos refrigeradores, ferros eléctricos, ar condicionado e muitos outros equipamentos.
O primeiro termóstato eléctrico foi criado em 1883 por Warren S. Johnson. Tecnologias desenvolvidas posteriormente incluíram termómetros de mercúrio com eletrodos inseridos directamente através do vidro, assim quando os contactos atingirem uma determinada temperatura, eles seriam fechadas pelo mercúrio. Esse exemplo de termóstato é bastante preciso em certas faixas de temperatura.

## Tipos de Elementos Sensores
- Sensor mecânico ou elétrico bimetálico
- Expandindo pelotas de cera
- Termistores eletrônicos e dispositivos semicondutores
- Termopares elétricos

Estas podem então controlar o aquecimento ou o aparelho de arrefecimento usando:
- Controle mecânico direto
- sinal eléctrico
- sinal pneumático

Outro exemplo de elemento sensor são as tiras bimetálicas, constituídas por dois metais diferentes, rigidamente ligados e de diferentes coeficientes de expansão térmica. Assim, quando um bimetal é submetido a uma variação de temperatura, será forçado a curvar-se, pois os metais não se dilatam igualmente. Esse encurvamento pode ser usado para estabelecer ou interromper um circuito eléctrico, que põe em movimento o sistema de correcção. 
Outro tipo de elemento sensor combina as variações de temperatura com variações de pressão para activar mecanismos corretores. Um recipiente de metal, de volume variável, cheio de líquido ou gás, ligado a um bulbo por um tubo fino, é exemplo desse tipo de sensor. As mudanças de temperatura sofridas pelo fluido do recipiente principal são comunicadas ao bulbo pelo tubo de ligação; como o volume do bulbo é fixo, resulta da mudança de temperatura uma variação na pressão do fluido contido; essa variação transmite-se ao recipiente principal, provocando alteração de seu volume e compensando, dessa forma, o aumento ou diminuição de temperatura. Outro sistema utilizado é o eléctrico, tendo a resistência do fio como elemento sensor.

## Tipos de Termóstatos

### Termóstatos Mecânicos
Nessa categoria estão os termóstatos que utilizam elementos de sensor bimetálicos e o principio de gás de expansão.

### Termóstatos Digitais
Termóstatos digitais operam da mesma maneira porém esses mesmo utilizam um dispositivo chamado termistor, uma espécie de resistor que varia a resistência conforme a elevação da temperatura, essa variação é interpretada pelo circuito electrónico que pode ser configurado para tomar alguma acção como por exemplo accionar um relé.
Termóstatos Digitais apresentam uma ligeira vantagem em relação aos mecânicos por oferecerem suporte a programação e a temporização de acções, além de ter durabilidade e fiabilidade maiores.

### Termóstatos Pneumáticos
Um termóstato pneumático é um termóstato que controla um sistema de aquecimento ou de arrefecimento através de uma série de tubos de controlo contendo ar. Este sistema de "air control" Responde às mudanças de pressão (devido à temperatura) no tubo de controle para activar o aquecimento ou resfriamento quando necessário.

## Aplicações de um Termóstato
Dentre as principais aplicações de um termóstato temos:

### Termóstato na Automação Industrial
Termóstatos são amplamente utilizados na industria para controlar a temperatura de equipamentos, circuitos, caldeiras e ambientes refrigerados, pode-se utilizar o dispositivo para iniciar a parada do sistema ou equipamento quando a temperatura atingir o valor referencial ou enviar um alerta quando a temperatura cair abaixo do limite, protegendo-os de falhas danos pelo aumento ou diminuição da temperatura. Além disso ele pode ser utilizado para controle de processos ou seja dando sequência a uma nova etapa do processo quando a temperatura atingir determinado nível.

### Termóstatos na Automação Residencial
Na automação residencial termóstatos são  utilizados geralmente para o controle de temperatura do ambiente com a finalidade de ligar ou desligar equipamentos de refrigeração, ventilação ou aquecimento conforme a temperatura ambiente, são utilizados também no controle de fornos e refrigeradores para manter a temperatura ou notificar quando ela atingir o valor referencial.

### Termóstatos na Indústria Automóvel
Talvez o exemplo mais comum de tecnologia termóstato puramente mecânica em uso hoje é o motor de combustão interna do sistema de arrefecimento do termóstato, usado para manter o motor perto de sua temperatura de funcionamento ideal, regulando o fluxo de refrigeração do radiador refrigerado a ar.